# Hinayana
Hīnayāna (Sanskriet en Pali voor het mindere voertuig) (Mahāyāna betekent het grote voertuig) is een term die vaak in het Mahayana boeddhisme wordt gebruikt om (enkele van) de oude achttien vroege boeddhistische scholen aan te duiden. 
Het ontstaan en de daaruit volgende kritiek van het Mahayana op plaatselijke vroege scholen kan geen betrekking hebben op het Theravāda, aangezien ten tijde van het ontstaan van het Mahayana er al geen direct contact meer was met de aanhangers van het Theravāda. De term Hinayāna wordt dan ook neerbuigend bedoeld en alszodanig als beledigend ervaren. Hīna betekent namelijk niet alleen klein of minder, maar vooral inferieur. Tenzin Gyatso (dalai lama) noemt het in zijn boek De Wereld van het Tibetaanse Boeddhisme (1995) het Individuele voertuig, in tegenstelling tot het Universele voertuig (mahayana). Beiden maken onderdeel uit van buddhayana (Voertuig van de Boeddha). Het Hīnayana wordt vertegenwoordigd door het Systeem der Ouderlingen (theravada), dat de meest voorkomende vorm van boeddhisme is in veel Aziatische landen, waaronder Sri Lanka, Thailand, Birma en Cambodja.
Het hinayana kent twee hoofdstrekkingen: het 'Voertuig van Zij die Horen' (sravakayana, voertuig van de luisteraars, discipelen) en het 'Voertuig van Zij die bij Zichzelf realiseren' (pratyekabuddhayana).

## Mahayana perspectief
De term Hīnayāna werd en wordt slechts gebruikt in Mahāyāna boeddhisme. De redenering is dat de originele vroege scholen egoïstische trekjes hebben omdat ze gericht zijn op de verbetering van de eigen geest en persoon en de persoonlijke realisatie van Nirvana (Nibbāna). De beginnende student in het Mahāyāna boeddhisme daarentegen heeft de aspiratie om zijn eigen realisatie van nirvana uit te stellen en in plaats daarvan alle andere levende wezens te helpen het Nirvana te bereiken. Pas als dat doel bereikt is, zal hij zelf ook het nirvana willen realiseren.
Hier wordt echter niet bij meegenomen dat de Boeddha zelf zijn leerlingen (monniken, nonnen en leken) juist voorhield dat hij Nibbāna verwerkelijkt had en dat zij zijn instructies moeten volgen om hetzelfde doel te bereiken.
Volgens Tenzin Gyatso (dalai lama) is een van de belangrijke verschillen tussen hinayana en mahayana de benadering van Niet-Zelf en de praktische gevolgen daarvan. In het hinayana ('individuele voertuig') heeft het Niet-Zelf slechts betrekking op het individu. Bij het mahayana ('universele voertuig') heeft het Niet-Zelf 'betrekking op het volledige spectrum van het bestaan en op alle bestaansvormen'. Het Niet-Zelf wordt in het mahayana dus als een 'universeel principe' erkend. Daarmee zou het mahayana 'meer diepgang' hebben.

## Theravada Perspectief op de term Hinayana
De term Hinayāna wordt in het Theravāda niet gebruikt omdat Theravāda Boeddhisten hun stroming niet beschouwen als 'minder' of 'kleiner', maar als de originele leer. Het veranderen van de leringen van het Pali Canon, of het toevoegen van nieuwe leringen, wordt in het Theravada niet meer geaccepteerd sinds circa 250 voor Christus.
De vroege boeddhistische scholen beschikten over min of meer dezelfde verzameling toespraken van de Boeddha. De verschillen tussen deze vroege scholen lagen niet in de inhoud van de toespraken van de Boeddha, maar in het commentaar op de originele toespraken en de manier waarop deze toespraken in een eigen Abhidhamma verwerkt werden.
Het Mahayana onderscheidde zich van de vroege scholen, die streven naar een correcte interpretatie van de originele leer, doordat het Mahayana nieuwe leringen en concepten introduceerde die afweken van de originele suttas (de suttanta-pitaka) van de Boeddha. Op deze manier ontwikkelde het Mahayana haar nieuwere geschriften.

## Modern perspectief
In 1950 heeft het Wereldvereniging van Boeddhisten unaniem besloten dat de term Hinayana niet gebruikt zou moeten worden om te verwijzen naar het Theravada boeddhisme dat nu in Sri Lanka, Thailand, Myanmar, Cambodja en Laos bestaat. In praktijk wordt de term nog steeds door het Mahayana gebruikt, vooral om aan te duiden dat zij superieur zijn.
De term Nikaya boeddhisme is een term die een tijdlang gebruikt werd als een neutrale connotatie, maar is allang niet meer in gebruik. Nikaya verwijst naar de geschriften in de Canons van de vroeg-boeddhistische scholen. Deze geschriften waren georganiseerd in nikayas (pali: subgroepen). Ook de term vroege boeddhistische scholen of vroeg boeddhisme is een neutraal alternatief.
Verder wordt de term Savakayana gebruikt, wat verwijst naar het feit dat de monniken van de vroeg boeddhistische scholen aangeduid werden als volgers van de Boeddha, en daardoor zelf geen Boeddhaschap zullen behalen maar Arahantschap. De nieuwe theorie van het Mahayana daarentegen was om niet naar het Arahantschap te streven, maar om zelf ook een Boeddha te worden: een volgeling-Boeddha oftewel Savaka-boeddha. De naam 'Savakayana' is minder geschikt dan 'Nikaya boeddhisme', want een Arahant wordt óók een savaka (volgeling) genoemd. In zowel het Mahayana als het Theravada neemt de 'savaka' aldus een significante plaats in.
Een Sammā-sambuddha zoals de Boeddha heeft de hoogste verlichting met de hoogste vaardigheden bereikt en is daardoor in staat al wat leeft te doorgronden en waar mogelijk te leren de verlichting te bereiken. Een Arahanta-buddha heeft ook de hoogste verlichting bereikt, maar heeft niet alle vaardigheden tot het hoogste niveau ontwikkeld en is daardoor beperkt in het onderrichten.